# Enzo Zotti
Enzo Zotti (Trebaseleghe, 13 luglio 1933) è un politico italiano.

## Biografia
Medico, esponente padovano della Democrazia Cristiana. Viene candidato al Senato alle elezioni politiche della primavera 1992, non risulta eletto, ma diventa poi senatore dell'XI legislatura il 30 luglio successivo, a seguito delle dimissioni di Gianni Fontana. Dopo lo scioglimento della DC aderisce al Partito Popolare Italiano. Nel 1994 conclude il proprio mandato parlamentare.
Anche il fratello maggiore Giancarlo era impegnato in politica, come presidente del consiglio comunale di Padova.